# Iunie 1997
Acest articol este generat integral pe baza informațiilor din articolul 1997 și este actualizat periodic de un robot.
 Editările făcute în articol vor fi șterse la următoarea actualizare! Dacă doriți să faceți modificări, editați articolul-sursă.

ianuarie -
februarie -
martie -
aprilie -
mai -
iunie -
iulie -
august -
septembrie -
octombrie -
noiembrie -
decembrie
Iunie 1997 a fost a șasea lună a anului și a început într-o zi de duminică.

## Evenimente
- 20-22 iunie: La Denver, SUA, are loc Summitul G7 al celor mai puternic industrializate state. La discuția despre extinderea NATO de la Madrid pozițiile sunt: Statele Unite susține aderarea doar a Cehiei, Poloniei și Ungariei, în timp ce Franța, Italia, Spania, Portugalia, Belgia, Grecia, Turcia, Luxemburg și Canada insistă pentru includerea pe lista admișilor pentru extinere și a României și Sloveniei.[1]
- 30 iunie: Hong Kong revine sub suveranitatea Republicii Populare Chineze, la miezul nopții, după 156 de ani de administrație britanică.

## Nașteri

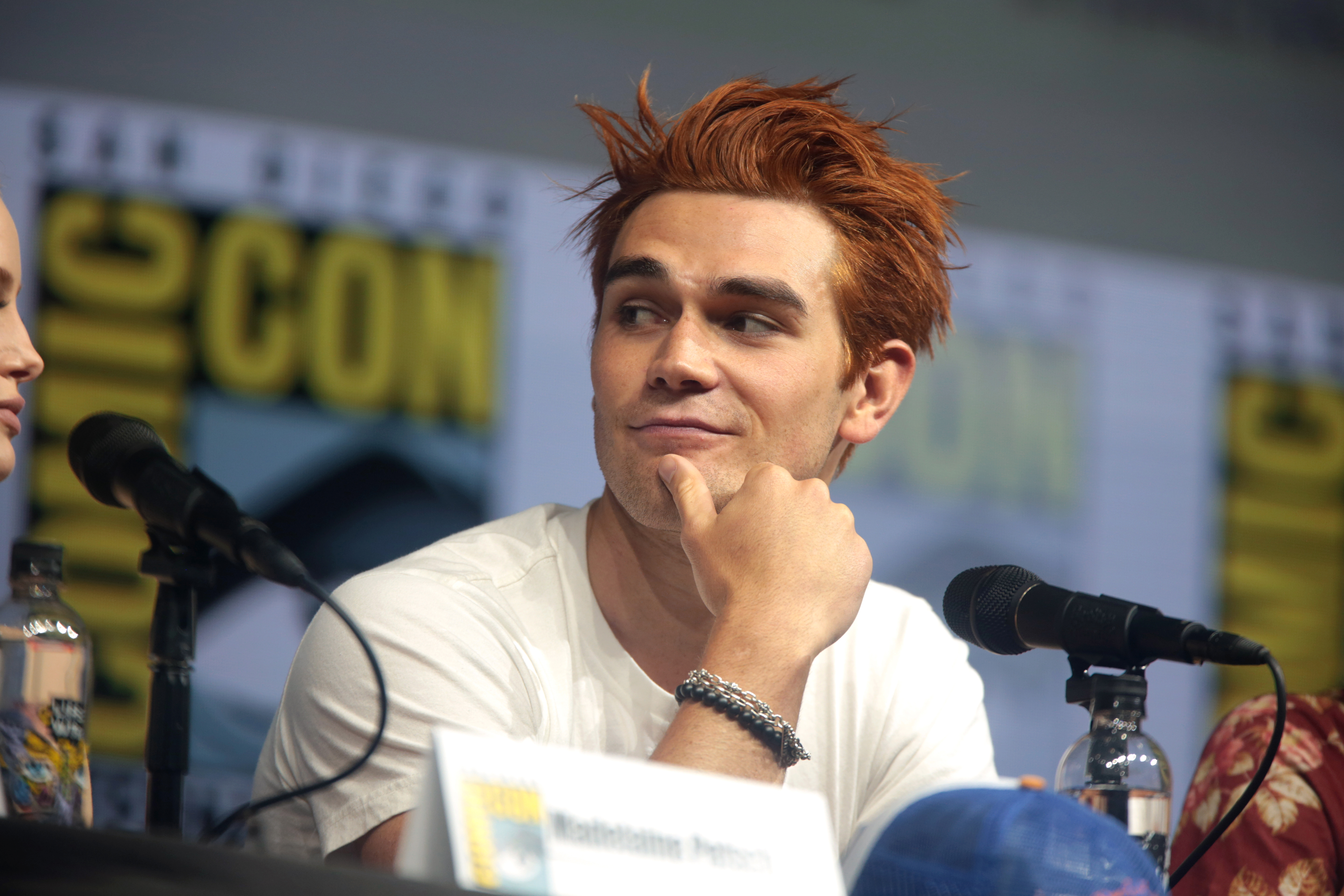
KJ Apa

- 7 iunie: Aleksandra Vukajlović, handbalistă sârbă
- 8 iunie: Jeļena Ostapenko, jucătoare de tenis letonă
- 9 iunie: Dren Feka, fotbalist kosovar
- 11 iunie: Unai Simón Mendibil, fotbalist spaniol
- 12 iunie: Bianca Curmenț, handbalistă română
- 17 iunie: KJ Apa (Keneti James Fitzgerald Apa), actor neozeelandez de film și TV
- 21 iunie: Ferdinand Zvonimir Habsburg-Lothringen, fiul lui Karl von Habsburg, Șeful Casei de Habsburg-Lorena

## Decese
Nikolai Tihonov, 92 ani, om politic rus (n. 1905)
Alexi Ivanov, 74 ani, politician bulgar (n. 1922)
Q239652, scriitor rus (n. 1924)
Ladislau Ludovic Bonyhádi, 74 ani, fotbalist maghiar (n. 1923)
Héctor Casimiro Yazalde, 51 ani, fotbalist argentinian (atacant), (n. 1946)
Brian Keith, actor american (n. 1921)
Jacques-Yves Cousteau, 87 ani, oceanograf francez (n. 1910)
Israel Kaʻanoʻi Kamakawiwoʻole, 38 ani, muzician hawaiian (n. 1959)
Gyula Benkő, 78 ani, actor maghiar (n. 1918)